# Ceranthia abdominalis
Ceranthia abdominalis är en tvåvingeart som först beskrevs av André Jean Baptiste Robineau-Desvoidy 1830.
Ceranthia abdominalis ingår i släktet Ceranthia och familjen parasitflugor. Arten är reproducerande i Sverige.